# 化粧台にて。自画像
『化粧台にて。自画像』(けしょうだいにてじがぞう、ロシア語: За туалетом. Автопортрет)は、1909年にロシアの画家ジナイーダ・セレブリャコワが描いた絵画。この絵画はトレチャコフ美術館に所蔵されている。大きさは75 × 65 cm。
『化粧台にて。自画像』は、『バーニャ』（ロシア美術館所蔵、1913年）、『収穫』（オデッサ芸術美術館所蔵、1915年）、『ホワイトニング・キャンバス』（トレチャコフ美術館所蔵、1917年）と並び、セレブリャコワの作品の中で最も重要なものの一つと考えられている。